# 101-й артиллерийский полк (Великобритания)
101-й полк Королевской артиллерии (англ. 101st Regiment Royal Artillery) или просто 101-й артиллерийский полк — артиллерийский полк Британской армии, образованный в 1967 году. Оснащён РСЗО M270 MLRS. Подразделения распределены по Нортумбрии.

## История
Образован в апреле 1967 года на основе 272-го полевого артиллерийского полка, 274-го полевого артиллерийского полка, 324-го тяжёлого зенитного артиллерийского полка и 439-го лёгкого зенитного артиллерийского полка. Изначально был оснащён 5,5-дюймовыми средними орудиями BL, базировался в центре Армейского резерва на Бэррэк-роуд в Ньюкасле. В 1976 году преобразован в полк полевой артиллерии, оснащён орудиями L118 Light Gun. В 1990 году переехал в Гейтсхед. В 2006 году в полк переведена 269-я артиллерийская батарея из 106-го (йоменского) артиллерийского полка. По программе перевооружения Army 2020 планируется его переоснащение РСЗО M270 MLRS.

## Батареи
Полк состоит из следующих батарей:
- 203-я артиллерийская батарея[англ.] (MLRS)
- 204-я артиллерийская батарея[англ.] (разведка и обнаружение целей, по программе Army 2020 будет вооружена РСЗО)[5]
- 205-я артиллерийская батарея[англ.] (MLRS)
- 269-я артиллерийская батарея[англ.] (разведка и обнаружение целей, по программе Army 2020 будет вооружена РСЗО)[5]
- 101-я полковая мастерская Корпуса электротехников и механиков